# George Clark Miller
Pour les articles homonymes, voir George Miller et Miller.
George Clark Miller (9 janvier 1882–17 mars 1968) est un homme politique canadien de la Colombie-Britannique. Il est le 23e maire de la ville de Vancouver de 1937 à 1938 et à nouveau en 1948.
Miller est aussi député provincial progressiste-conservateur de la circonscription britanno-colombienne de Vancouver-Point-Grey de 1946 à 1953.

## Biographie
Né dans le comté de Huron en Ontario, Miller transite par le Manitoba avant de s'établir à Vancouver. 
Après la démission de Gerald McGeer en tant que maire de Vancouver à la suite de son élection en tant que député fédéral de Vancouver—Burrard, Miller, qui siégeait déjà comme conseiller municipal, remporte l'élection du 9 décembre 1936 en tant que candidat indépendant, première élection présentant un candidat de la Non-Partisan Association (en) en la personne de Nelson Spencer. Il est défait deux ans plus tard par James Lyle Telford,.
Siégeant au conseil municipal en tant que conseiller de la Non-Partisan Association, il prend la succession du maire intérimaire Charles E. Jones (en) qui meurt en fonction en 1948.
Miller meurt en mars 1968 à l'âge de 86 ans.